# Daniel Münschke

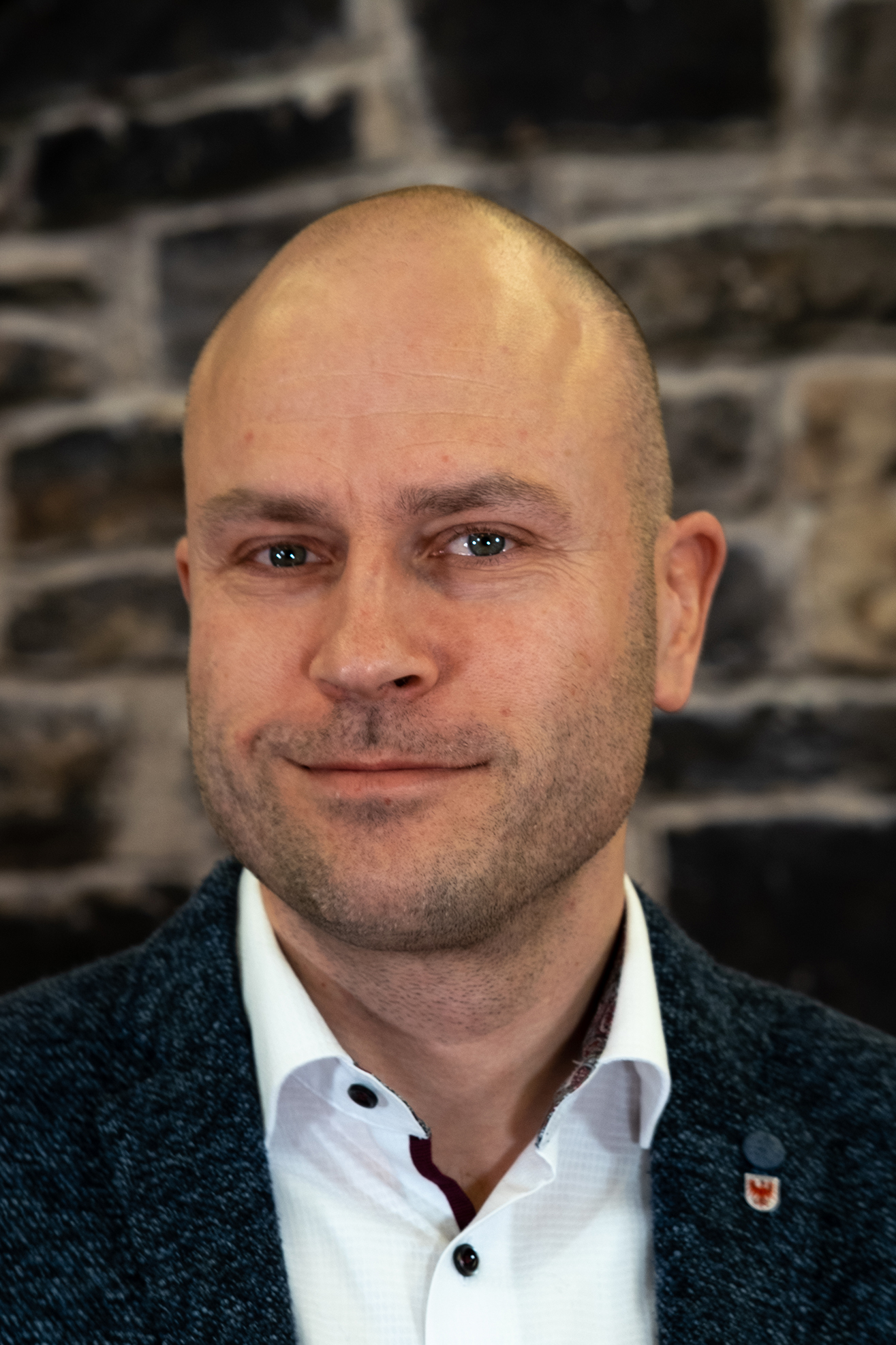
Daniel Münschke (2020)

Daniel Münschke (* 2. Januar 1980 in Wilhelm-Pieck-Stadt Guben, DDR) ist ein rechtsextremer deutscher Politiker der AfD. Er ist seit 2019 Abgeordneter im Brandenburger Landtag und seit Oktober 2024 Vizepräsident des Landtags.

## Leben
Münschke absolvierte 2002 eine Ausbildung zum Kfz-Mechaniker, eine Ausbildung zum Kaufmann für Veranstaltungswirtschaft 2005 und zum Finanz- und Versicherungskaufmann 2008. Er ist als Unternehmens- und Vermögensberater in Brandenburg tätig. Seit 2012 ist er Projektassistent im KundendialogCenter in Cottbus, Frankfurt an der Oder und Guben. Münschke zog am 1. September 2019 über das Direktmandat im Landtagswahlkreis Oberspreewald-Lausitz III/Spree-Neiße III für die AfD Brandenburg in den Brandenburger Landtag ein.
Am 26. und am 27. September 2019 erhielt Daniel Münschke jeweils eine schriftliche Morddrohung. Die Polizei bildete eine Ermittlungsgruppe und der polizeiliche Staatsschutz begann Ermittlungen.
Im Oktober 2019 berichtete der Tagesspiegel, dass Jean-Pascal Hohm als Leiter des Wahlkreisbüros angestellt sein soll. Hohm hatte sich im Januar 2019 aus der AfD zurückgezogen. Zuvor war bekannt geworden, dass er mehrfach in dem Gutachten des Bundesamtes für Verfassungsschutz zu extremistischen Bestrebungen innerhalb der Partei genannt wird. Der Verfassungsschutz führt unter anderem auf, dass Hohm im August 2017 ein Video der rechtsextremistischen Band Hassgesang auf Twitter geteilt haben und zeitweise für die Identitäre Bewegung aktiv gewesen sein soll.
Bei der Landtagswahl 2024 zog er erneut über das Direktmandat im Oberspreewald-Lausitz III/Spree-Neiße III in den Landtag ein. Am 17. Oktober 2024 wurde Daniel Münschke im zweiten Wahlgang zu einem von drei Vizepräsidenten des Brandenburger Landtags gewählt.
Münschke wohnt in Guben.